# Astroni

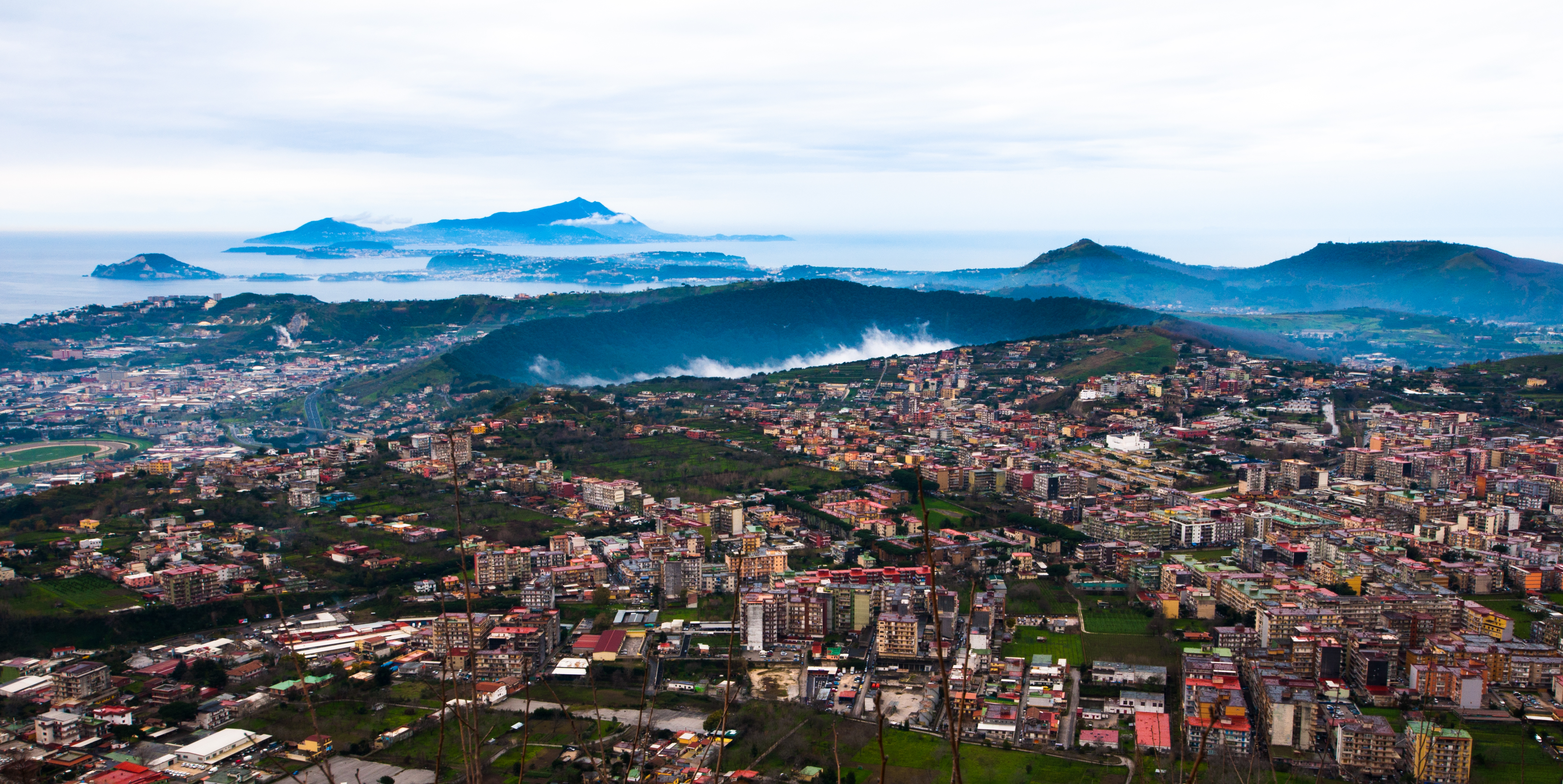
Die Nordostseite des Astroni-Kraters am Stadtrand von Neapel

Der Astroni ist ein Vulkankrater auf dem Vulkanfeld der Phlegräischen Felder westlich der italienischen Großstadt Neapel in der Region Kampanien. Das Innere des Kraters ist seit 1969 Naturschutzgebiet und bildet seit 1995 das NATURA 2000-Schutzgebiet Cratere di Astroni.

## Geographie
Der 253 m s.l.m. hohe Astroni-Krater liegt im Nordosten der Phlegräischen Felder im Gemeindegebiet von Pozzuoli in einem dichtbesiedelten Gebiet an der Grenze zum Stadtgebiet von Neapel. Er hat eine ellipsenförmige Form und ist etwa 2 km lang und 1 km breit. Damit gehört er zu den größten und am besten erhaltenen Vulkankratern in den Phlegräischen Feldern.

## Eruptionsgeschichte
Der Astroni entstand am Ende der dritten und letzten Aktivitätsphase der Caldera der Phlegräischen Felder, vor etwa 4100 bis 3800 Jahren. Er ist der einzige noch gut erhaltene Vulkankrater, der seine Entstehung nicht einer einzigen Eruption zu verdanken hat, sondern infolge von mindestens sieben Eruptionsphasen entstand, die von kurzen Ruhephasen unterbrochen waren. Der Krater liegt im nordwestlichen Bereich des einige hundert Jahre zuvor kollabierten Kraters der Agnano-Monte-Spina-Eruption.
Gekennzeichnet waren die Ausbrüche des Astroni vor allem durch phreatomagmatische Explosionen mit der Ablagerung von pyroklastischem Surge und mit pyroklastischen Strömen, die allerdings nicht über die Caldera der Phlegräischen Felder hinausreichten. Zudem kam es zu magmatischen Explosionen mit Eruptionssäulen, die allerdings nur eine geringe Höhe erreichten, wie aus dem flächenmäßig begrenzten Auftreten der Tephra hervorgeht. Eine Ausnahme bildet in diesem Zusammenhang der sechste Ausbruch, der als plinianische Eruption eine etwa 20 km hohe Eruptionssäule auslöste.
Mindestens zwei Ausbrüche nahmen effusive Züge an und endeten mit dem Ausstoß von Laven. So entstand am Ende der fünften Eruption der sogenannte Caprara-Lavadom dessen Überreste im Krater noch erhalten sind. Ein weiterer Lavadom formierte sich am Ende der siebten Eruption, mit der auch die Eruptionsphase des Astroni endete.
Während der sieben Ausbrüche wurden insgesamt 0,45 km³ Magma ausgeworfen. Die dritte Eruption war mit 0,15 km³ eruptierter Magma die stärkste. Alle phreatomagmatischen Ausbrüche des Astroni waren durch den Auswurf großer Tephramengen gekennzeichnet. Dabei wurde eine Fläche von etwa 350 km² bedeckt. Während die ersten fünf Ausbrüche von alkalisch-trachytischer Magma gespeist wurden, war bei den letzten Eruptionen die Magma heterogener zusammengesetzt. Im Laufe der verschiedenen Eruptionsphasen wanderte der Eruptionsherd von Nordwest nach Südost, auch wenn er stets innerhalb des Kraters verblieb.
Archäologische Spuren belegen, dass die weitere Umgebung des Vulkans in der Jungsteinzeit besiedelt war. Bei verschiedenen Ausgrabungen konnten Tephraschichten ausgemacht werden, die zwischen der dritten und sechsten Eruptionsphase zugeordnet werden. Vulkanologen halten zukünftige Ausbrüche in den Phlegräischen Felder im Stile der vom Astroni gezeigten Aktivität für unwahrscheinlich.

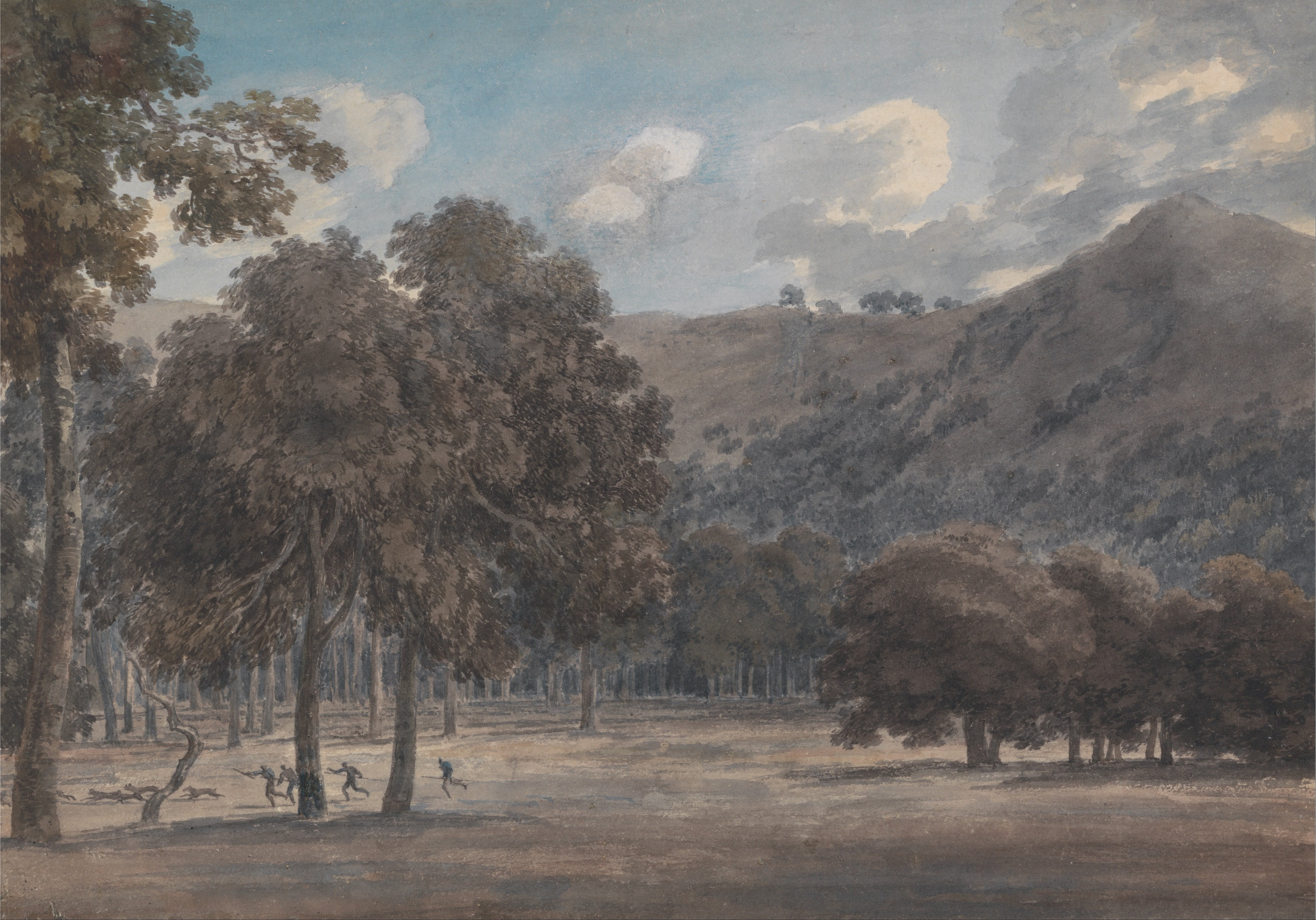
Jagdszene im Astroni-Krater von John Robert Cozens (1751)
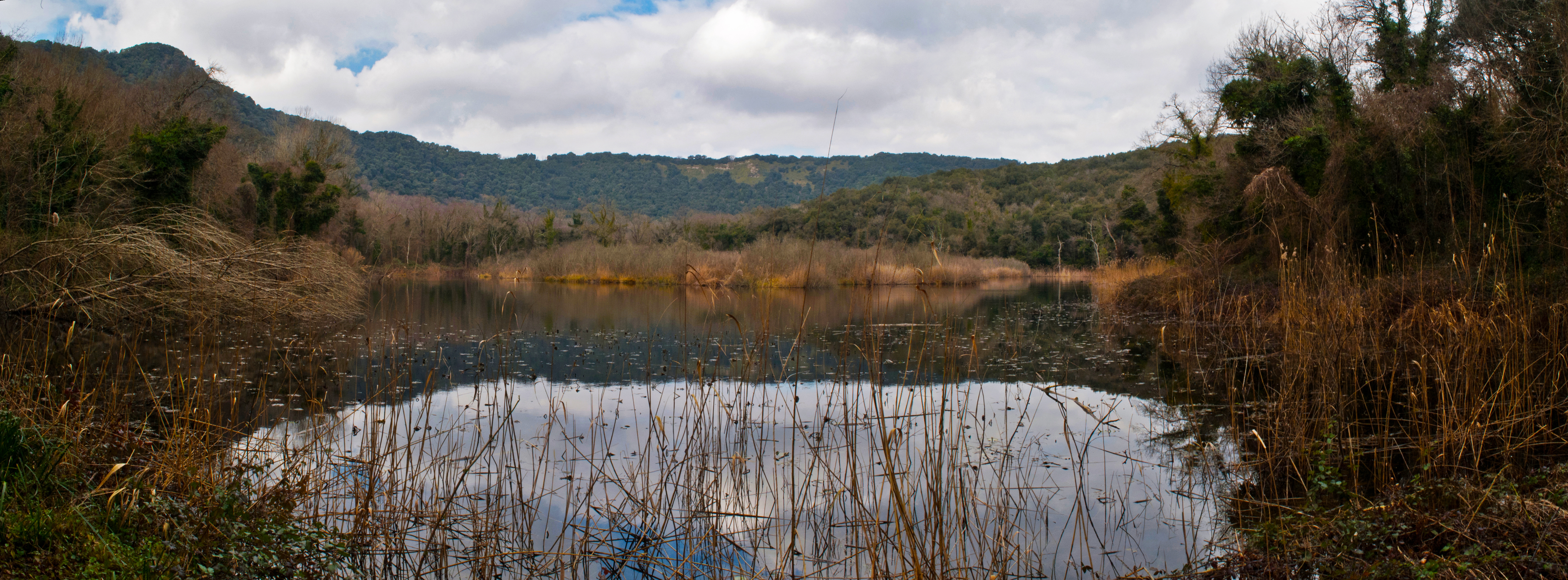
Das als Naturschutzgebiet ausgewiesene Kraterinnere
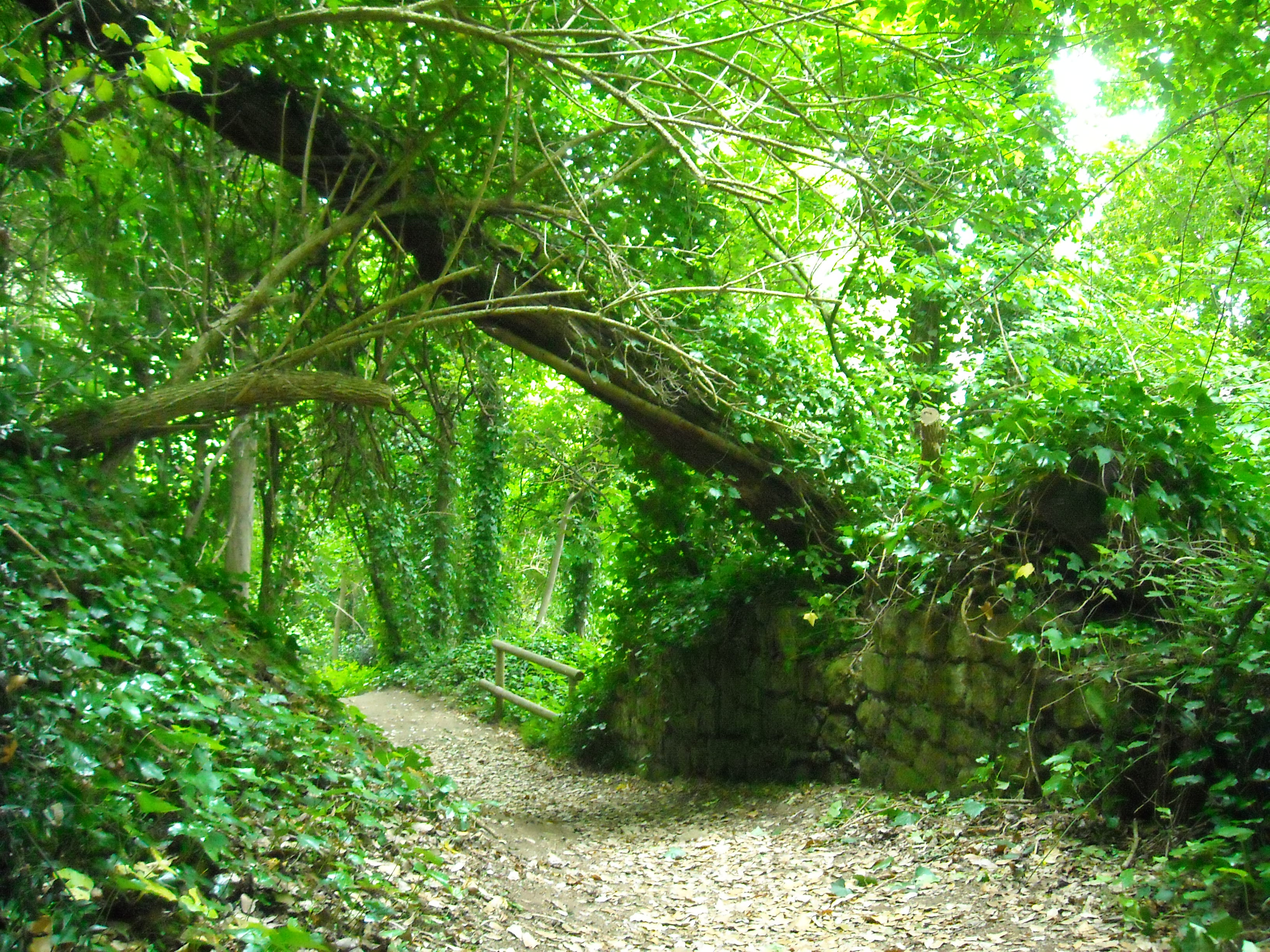
Der Krater ist mit einem Netz von Wegen erschlossen
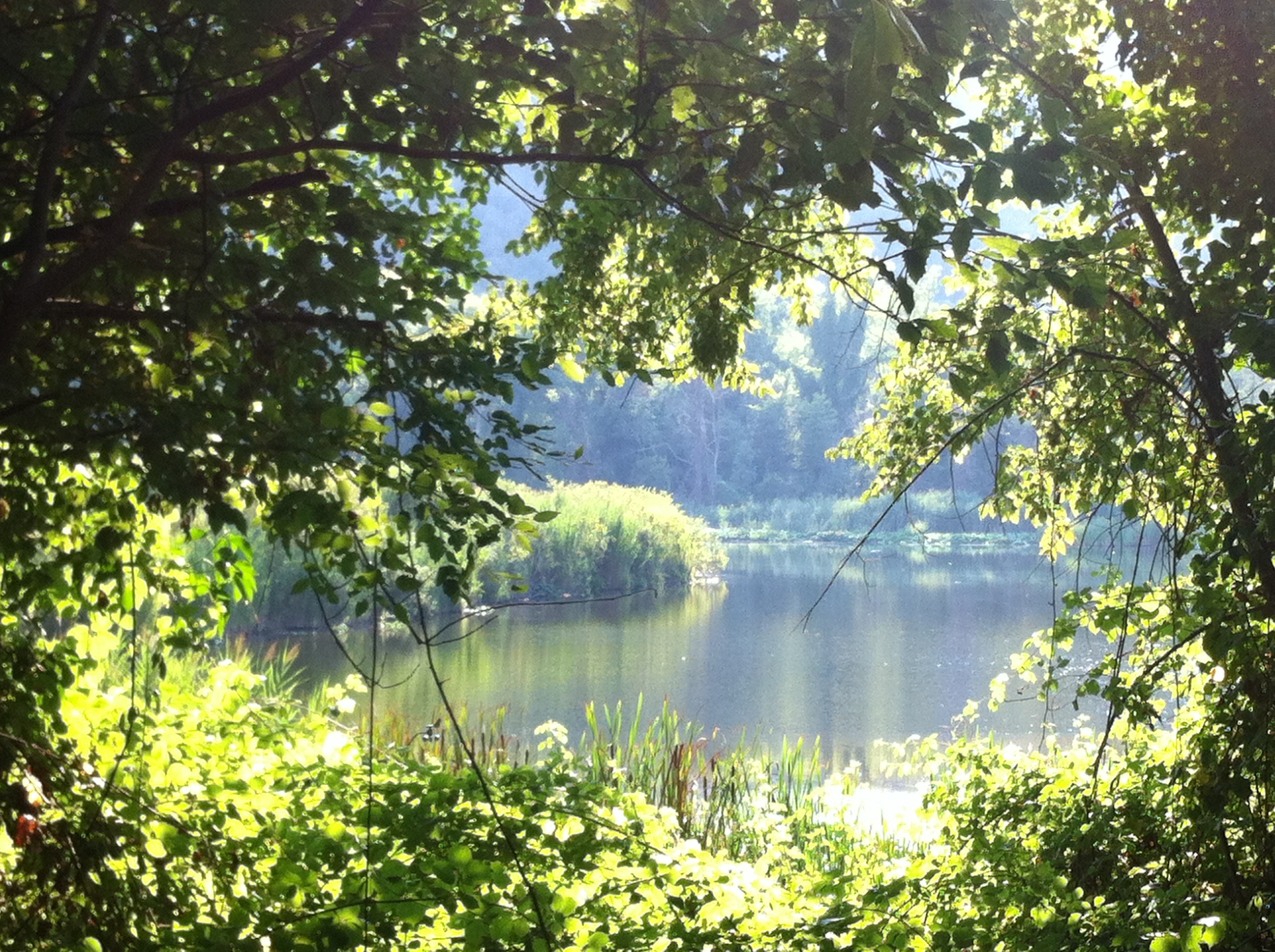
Der Große See, einer von insgesamt drei Gewässern im Krater

## Flora und Fauna
Der Astroni-Krater ist Habitat für zahlreichen Tier- und Pflanzenarten.  Verantwortlich dafür sind vor allem die besonderen klimatischen Bedingungen im und am Krater. Sie sorgen dafür, dass es zu einer Inversion bei der Anordnung der Vegetationsstufen kommt. So sind Pflanzen, die auf eher höheren und kühleren Vegetationsstufen beheimatet sind, hier am Boden des Kraters vorzufinden, wie Kastanien, Eichen oder Ulmen. Mit wärmeliebenden Hartlaubgewächsen und Macchie ist dagegen der Kraterrand bewachsen.
Rund um die drei kleinen Wasserflächen im Krater gedeihen Binsen, Seggen, Rohrkolben, Schilfrohr sowie Sal-Weiden. Der sogenannte Große See ist außerdem das Habitat für Weiße Seerosen, während der sogenannte Kleine See weitgehend mit Kleinen Wasserlinsen bedeckt ist. Im Unterholz sind unter anderem der Stechende Mäusedorn, der Eingrifflige  Weißdorn, Hahnenfuß und einige Orchideenarten anzutreffen. Besorgnis bereitet das Auftauchen einiger Neophyten wie der Götterbaum, das Erigeron sumatrensis, der Nickernde Sauerklee oder die Amerikanische Kermesbeere.
In dem auch als Europäisches Vogelschutzgebiet ausgewiesenen Krater sind über das ganze Jahr verteilt etwa 130 Vogelarten anzutreffen. Einige überwintern hier nur, anderen dient der Krater lediglich als Rastplatz während des Vogelzuges. 1998 wurde im Astroni-Krater zudem die Moorente wieder erfolgreich angesiedelt. Aufgrund der kleinen Fläche des Kraters und dem dichtbesiedelten Umland ist der Bestand an Säugetieren beschränkt. Im Krater kommen unter anderem Rotfuchs, Mauswiesel, Igel und Maulwürfe vor. Der Krater bildet dagegen das ideale Habitat für zahlreiche Libellen- und Schmetterlingsarten. Von den 55 in den Phlegräischen Feldern anzutreffenden Schmetterlingsarten, sind allein 38 im Krater vorzufinden, davon kommen sogar zwei dort endemisch vor.

## Geschichte

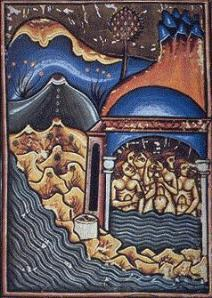
Das Balneum Astrunis in der Handschrift De balneis puteolanis von Petrus de Ebulo

Als Johann Wolfgang von Goethe auf seiner Italienischen Reise am 1. März 1787 die Phlegräischen Felder besuchte, machte er auch am Astroni-Krater Station. In seinem Tagebucheintrag erwähnte er herrliche Eichenwälder, die die Wände eines alten Kraters bedeckten und nahm damit wahrscheinlich Bezug auf den Astroni-Krater.
Die jüngere Geschichte des Kraters beginnt im 13. Jahrhundert als Kaiser Friedrich II. bei seinem Aufenthalt in den Thermalbädern der Phlegräischen Feldern auch das Balneum Astrunis aufsuchte. Kurz zuvor hatte der Chronist und Dichter Petrus de Ebulo in seinem Werk De balneis puteolanis (dt. Über die Bäder von Pozzuoli) das Thermalbad im Krater als Balneum Astrunis erwähnt, das vor allem bei Rheumabeschwerden aufgesucht wurde. Vermutlich war das Thermalwasser bereits den Römern bekannt und von ihnen genutzt worden. Das Bad verfiel im Laufe der Zeit und wurde später abgerissen. Im 18. Jahrhundert fanden sich keine Spuren mehr von der Anlage.
In der Mitte des 15. Jahrhunderts nahm der König von Neapel, Alfons I., den dichtbewachsenen Krater unter Beschlag und verwandelte ihn in ein königliches Jagdrevier. Er machte dort unter anderem Jagd auf Wildschweine, Hirsche und Rehe, die vorher im Krater ausgesetzt worden waren. In der Mitte des 16. Jahrhunderts wurde ein Wachturm im Krater errichtet, um Wilderer abzuschrecken. Zu Beginn des 18. Jahrhunderts wurde der Baumbestand teilweise abgeholzt, um den Krater als Weidefläche nutzen zu können. Zu diesem Zweck wurde auch ein Kuhstall errichtet. 1721 wurde der Astroni-Krater zwischenzeitlich den Jesuiten anvertraut, bevor er 1739 erneut als Jagdgrund von Karl VII. genutzt wurde. Aus dieser Zeit stammen die Umfassungsmauer und die zwei Jagdstände auf dem Kraterrand.
1830 wurde unter König Ferdinand II. das königliche Jagdrevier aufgelöst und der Krater für die Allgemeinheit geöffnet. Nach der Ausrufung des Königreiches Italien 1861 wurden im Astroni-Krater zahlreiche Bäume und Sträucher angepflanzt, die vorher nicht dort heimisch waren. In der Folge wurde der Krater vor allem forstwirtschaftlich genutzt.
Nach dem Ende des Ersten Weltkrieges wurde die Verwaltung des Kraters dem Frontkämpferverein Opera Nazionale Combattenti unterstellt, die er bis weit nach dem Zweiten Weltkrieg innehatte. In dieser Zeit wurde der Grund des Kraters vor allem landwirtschaftlich genutzt und wenig Wert auf den Natur- und Landschaftsschutz gelegt. 1969 wurde der Krater unter Naturschutz gestellt und 1970 ging er in den Besitz der Region Kampanien über. 1987 wurde ein erstes Naturschutzgebiet eingerichtet und die Verwaltung dem WWF Italia anvertraut. 1992 wurde das Naturschutzgebiet schließlich offiziell für die Öffentlichkeit zugänglich gemacht.